# Finesse (personaggio)
Finesse, il cui vero nome è Jeanne Foucault, è un personaggio dei fumetti, creato da Christos Gage (testi) e Mike McKone (disegni) pubblicato dalla Marvel Comics. La sua prima apparizione avviene in Avengers Academy (Vol. 1) n. 1 (giugno 2010).
Ragazzina dal carattere freddo, asociale e distaccato che a instaurare rapporti umani predilige il conseguimento di una sempre maggiore conoscenza, possiede sin dalla nascita il potere di duplicare perfettamente i movimenti di chiunque esattamente come Taskmaster, di cui si presume sia figlia illegittima.

## Biografia del personaggio

### Origini
Nata in Francia, Jeanne Foucault viene cresciuta da una coppia di truffatori ma, nonostante la donna fosse sua madre biologica, l'uomo non ha con lei alcun legame di parentela motivo per cui, sapendo che entrambi sono stati allievi di una delle accademie criminali di Taskmaster e mostrando fin dalla nascita poteri simili a quelli di quest'ultimo, si convince che il mercenario superumano sia il suo padre biologico.
Allontanatasi dallo stile di vita della sua famiglia, Jeanne sfrutta i suoi poteri per ottenere il maggior numero possibile di informazioni su qualsiasi cosa, riuscendo a laurearsi al MIT all'età di quattordici anni e addestrandosi poi come un'atleta olimpica. Successivamente viene avvicinata da Norman Osborn che le propone di svolgere dei test per incrementare i suoi poteri, la ragazza accetta divenendo, di fatto, la sola cavia volontaria su cui Osborn ha svolto esperimenti durante il suo regno oscuro.

### Accademia dei Vendicatori
A seguito della caduta di Osborn, Hank Pym prende sotto la sua ala i sei giovani superumani su cui questi ha svolto i suoi "test" e, per evitare che diventino supercriminali, instituisce l'Accademia dei Vendicatori di modo da dare loro una guida morale e un sostegno psicologico. A causa del suo carattere tuttavia, Jeanne, ribattezzatasi "Finesse", si guadagna immediatamente le antipatie dei compagni e viene guardata con grande sospetto inoltre, dopo aver capito che Quicksilver ha mentito sostenendo davanti all'opinione pubblica di essere stato sostituito da un Skrull per giustificare i suoi gesti criminali, Finesse lo ricatta costringendolo a impartirle lo stesso addestramento cui Magneto ha sottoposto lui nel periodo in cui era nella Confraternita dei mutanti malvagi.
Tempo dopo contatta Taskmaster affinché possa confermare o smentire le sue ipotesi sulla loro parentela. Commosso dal gesto della ragazzina, il mercenario le rivela che, a causa dai suoi problemi mnemonici, non può esserne certo ma le chiede di affrontarlo affinché possa memorizzare i suoi movimenti e, in qualche modo, ricordarsi di lei.
Dopo averla conosciuta nel corso di una missione, lei e X-23 diventano amiche rispecchiandosi nella vicendevole scarsezza d'emotività. L'amicizia tra le due ragazze diviene talmente forte che Finesse la aiuta durante la guerra tra Vendicatori e X-Men tuttavia, nel momento in cui il megalomane Jeremy Briggs sviluppa una cura per i poteri superumani tentando di sottoporvi i membri dell'Accademia dei Vendicatori e Finesse lo uccide a sangue freddo recidendogli l'arteria radiale e femorale con gli artigli dell'inconscia X-23, questa si infuria e decide di non voler avere più nulla a che fare con la francese.
Quando gli studenti dell'Accademia terminano l'anno ottenendo un'autorizzazione di sicurezza simile a quella dei Vendicatori, Finesse la testa subito entrando in un database protetto per poi sparire dalla circolazione. Ritorna però all'Accademia per il nuovo anno di studi e prende parte alla competizione amichevole con altri istituti di superumani collaborando con compagni e rivali per sconfiggere le forze di Thanos nel momento in cui vi si intromettono bruscamente. Quando Arcade inizia a far sparire giovani superumani per portarli nella sua nuova versione di Mondo Assassino, Finesse scampa al rapimento poiché si trova a festeggiare il Natale coi parenti.

## Poteri e abilità
Dotata di un'enorme intelligenza, Finesse è una donna universale fin dall'età di cinque anni dotata di impressionanti capacità d'apprendimento sia in campi scientifici che linguistici o abilitativi tanto da divenire, appena adolescente, un'atleta di livello olimpico dotata di una straordinaria agilità ed estremamente esperta nel combattimento corpo a corpo.
Esattamente come Taskmaster possiede i "riflessi fotografici" (Photographic Reflexes), che la rendono capace di imitare perfettamente i movimenti di chiunque, a prescindere dalla difficoltà, vedendoli anche solo una volta. Tale dote le ha permesso di apprendere lo stile di combattimento di tutti gli altri membri dell'Accademia dei Vendicatori, della Confraternita dei mutanti malvagi e di X-23 oltre che l'utilizzo di qualsivoglia tipo di arma, sebbene in battaglia prediliga servirsi di una coppia di manganelli d'acciaio. Una volta che Finesse memorizza i movimenti di qualcuno, è anche in grado di prevederne gli attacchi, tale potere la porterà però inesorabilmente a sviluppare lo stesso effetto collaterale sofferto dal presunto padre: dando importanza primaria alla memoria procedurale, per farvi spazio il suo cervello cancellerà automaticamente i ricordi legati alla sua identità o alle esperienze personali destinandola a una futura costante amnesia.

## Altri media

### Televisione
Jeanne Foucault è apparsa anche nella terza serie animata del Marvel Cinematic Universe Il vostro amichevole Spider-Man di quartiere.

### Videogiochi
Finesse compare come personaggio giocabile in LEGO Marvel's Avengers.